# Milad Jawish
Milad Jawish B.S. (ur. 19 grudnia 1973 w Mansoura) – libański duchowny melchicki, biskup Montrealu od 2021. 

## Życiorys
Święcenia kapłańskie otrzymał 6 maja 2000 w zgromadzeniu Bazylianów Melkitów Najśw. Zbawcy. Był m.in. wicerektorem zakonnego seminarium, sekretarzem generalnym zgromadzenia oraz proboszczem parafii św. Jana Chryzostoma w Brukseli.
18 września 2021 papież Franciszek mianował go ordynariuszem eparchii Świętego Zbawiciela w Montrealu. Sakry udzielił mu 30 października 2021 melchicki patriarcha Antiochii – arcybiskup Youssef Absi.